# Sanqing
De Sanqing (pinyin; Nederlands: de Drie Zuiveren of de Drie Reinen) zijn de drie goden in het taoïsme die het hoogst in rang zijn. San betekent "drie" en qing betekent "schoon", "puur" of "rein".
De drie godheden zijn:
- Yuanshi Tianzun (de belichaming van Qi; ten tijde van de Song-dynastie door de Jadekeizer als opperste god afgelost)
- Lingbao Tianzun (de belichaming van Tao of Dao)
- Daode Tianzun oftewel Taishang Daojun/Laojun (de belichaming van de kosmische god, de vergoddelijkte Laozi)

Zij corresponderen tegelijkertijd met de drie hemels waarin de goden verblijven, achtereenvolgens:
- Yuqing
- Shangqing
- Taiqing

## Daodejing
In de Daodejing, een belangrijk geschrift in het taoïsme, wordt verteld over de Sanqing als de oppermachtige wezens.
De tao heeft de ene (taiji) gemaakt;
Deze ene heeft de twee (yin en yang) gemaakt;
Deze twee hebben de drie (Sanqing) gemaakt;
Deze drie hebben alle wezens gemaakt.

## Afbeeldingen

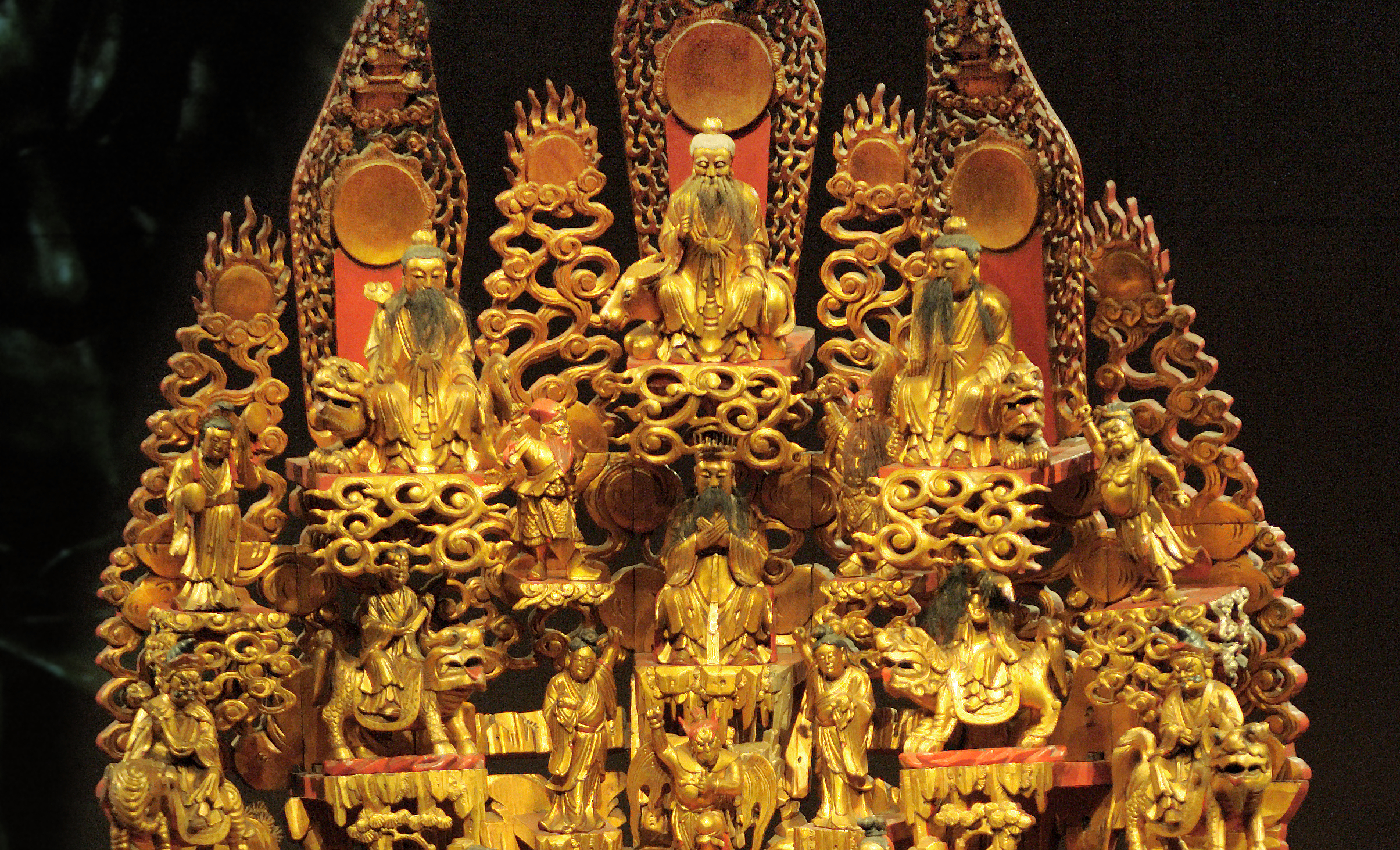
19e-eeuws Chinees houtsnijwerk (Berg der Onsterfelijken) met de vergoddelijkte Laozi bovenaan in het midden zittend op zijn waterbuffel en de twee andere Zuiveren aan weerszijden
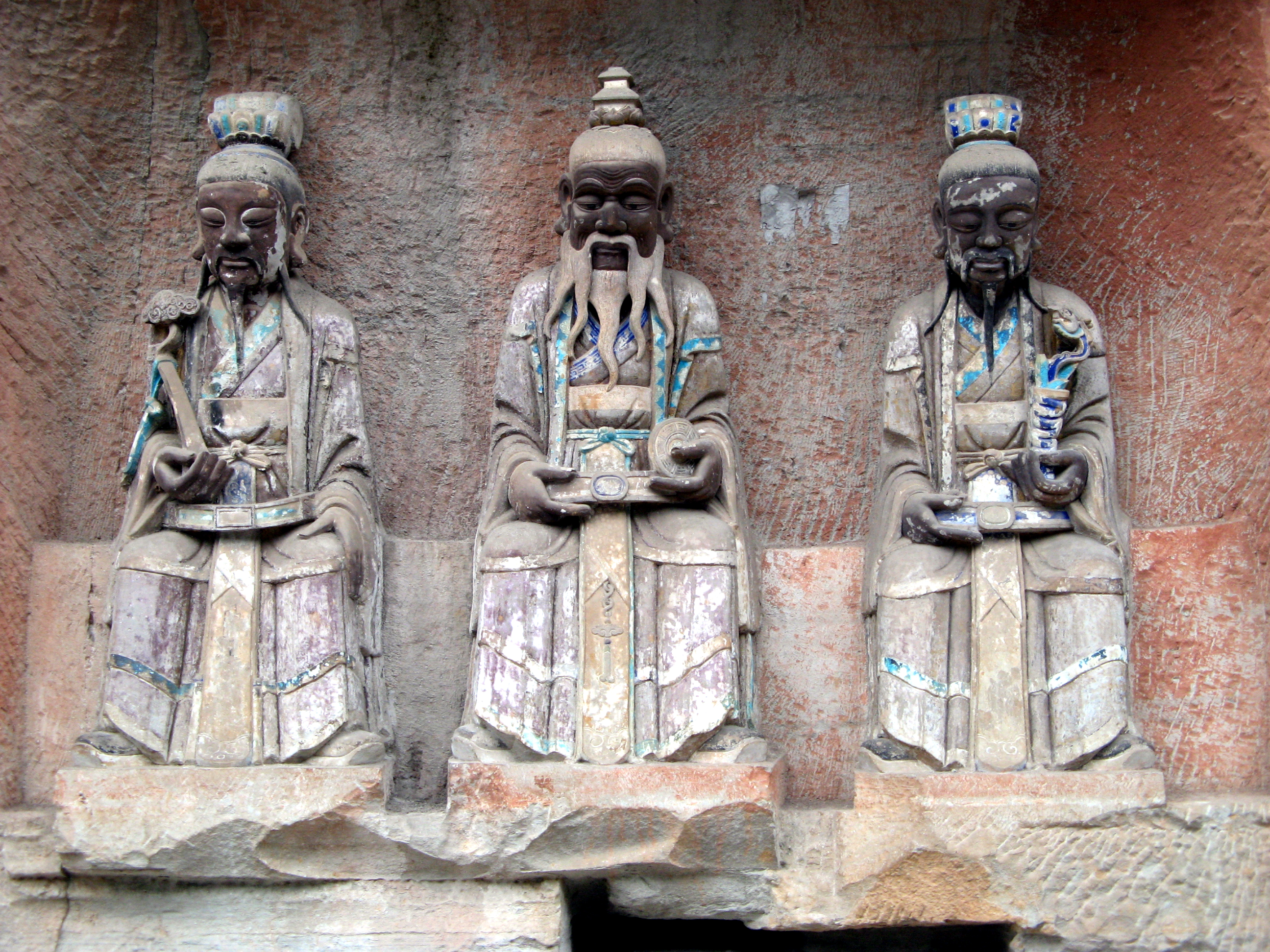
Muurreliëf van de Sanqing in Chongqing, China